# 皮里皮里
皮里皮里（葡萄牙語：Piripiri）是巴西皮奥伊州的一个市镇。总面积1408.928平方公里，总人口60185人，人口密度42.7人/平方公里。